# Sân vận động Đại học Chulalongkorn
Sân vận động Đại học Chulalongkorn, trước đây là Sân vận động Charusathian, là một sân vận động đa năng thuộc Đại học Chulalongkorn tại Pathum Wan, Băng Cốc, Thái Lan. Nó nằm trên Chulalongkorn Soi 9 tại Pathumwan trung tâm của Băng Cốc với sức chứa 20.000 người. Nó thường được sử dụng cho các trận đấu bóng đá và tổ chức các cuộc thi thể thao trong và liên trường dành cho các sinh viên. Sân vận động là sân nhà của Chamchuri United F.C. thuộc Thai League 4, và trước đây từng là sân nhà của BBCU F.C. hiện đã giải thể (trước đây là Chulalongkorn University F.C., Chula-Sinthana F.C. hoặc Chula United).
Vào năm 2005, sân vận động được cải tạo và trở thành sân vận động thể thao đầu tiên ở Thái Lan được trang bị cỏ nhân tạo.
Các sân vận động khác ở Băng Cốc bao gồm Sân vận động Quốc gia, Sân vận động Rajamangala, Sân vận động Quân đội Hoàng gia Thái Lan và Sân vận động Thái-Nhật.